# Picener
Picener (undertiden også picenterne ) var et italisk folk fra oldtiden, der levede fra det 9. til det 3. århundrede f.Kr. i området mellem floderne Foglia og Aterno – grænsende mod vest af Appenninerne og mod øst af Adriaterhavskysten. Deres territorium – kendt som Picenum – omfattede derfor hele nutidens Marche og den nordlige del af Abruzzo.
Grænserne for Picenum afhænger af æraen. I den tidlige klassiske oldtid var regionen mellem Apenninerne og Adriaterhavet syd for Ancona kendt som Picenum (sydpiceniere), mens befolkningen mellem Ancona og Rimini mod nord var multietnisk (nordpiceniere), fordi senonergallerne efter 390 f.Kr. fortrængte tidligere populationer. Under den Romerske Republik blev kystdelen af det nordlige Picenum kaldt ager Gallicus.

## Historie

### Oprindelse
Arkæologiske fund tyder på, at picenerne havde deres rødder i det 9. århundrede f.Kr. Der har været teorier om, at de var sabinske kolonister, men nyere forskning har sat spørgsmålstegn ved denne hypotese og antyder, at sydpicenerne var mindst lige så tæt beslægtet med sabellerne.
Picenerne havde ikke en statslignende organisation. Ligeledes havde ingen dominerende beboet centrum (dominerende byer) og havde derfor ikke behov for en hovedstad. I 390 f.Kr. invaderede senonergallerne Italien fra nord og besatte Picenum nord for Esino-floden, og den århundreder gamle balance i Picenum undergik drastiske ændringer. De arkæologiske fund viser, at grupper af senoner bosatte sig meget længere syd for denne flod – i Macerata-området og endda i Ascoli-området – på steder som Filottrano, San Genesio, Matelica og Offida.

### Romersk æra
Da romerne i 299 f.Kr. erobrede Nequinum, indgik de samtidig en traktat med picenerne. I 297 f.Kr. advarede picenerne det romerske Senat om, at de var blevet kontaktet af samniterne, der bad om alliance i fornyede fjendtligheder mod Rom, hvilket Senatet takkede dem for.

### Picententiske krigen
Den Romerske Republik havde omkring 290 f.Kr. absorberet territoriet af pretuzierne – syd for Picenum – og efter en række sejre med hjælp fra picenerne blev senonerne udvist fra kystregionen i 283 f.Kr., og romerne annekterede regionen frem til Ancona, hvor den blev en del af Ager publicus (romersk statsland). Romerne havde gjort Senigallia til en koloni og planlagde en anden koloni lidt længere nordpå. Efter denne progressive og ustoppelige udvidelse af Rom omkring deres territorium indså picenerne, at de havde støttet en stor magt, som de var omgivet af, og derfor brød de alliancen og i 269 f.Kr. gjorde oprør og startede den "Picententiske krigen".
De romerske konsuler Appius Claudius Russus og Titus Sempronius Sophus blev sendt af det romerske senat til Picenum. Sempronius ankom gennem Tronto-dalen, mens Appius passerede gennem Umbrien – steg ned i Potenza-dalen gennem Pioraco-strædet og indtog den befæstede by Camerino. Sempronius førte sine tropper ind i Aso-dalen, idet han undgik et frontalangreb på byen Ascoli Piceno, hvilket ville have forsinket kampagnen betydeligt. Efter at have besejret Piceno-tropperne ved Interamnia, ankom han til det, der i dag er Ortezzano. Efter et nyt sammenstød med picenerne blev samme by ødelagt. I mellemtiden havde picenerne samlet sig ved Truento med en stærk hær. Således måtte Sempronius falde tilbage, til Tronto-dalen, hvilket bremsede fremmarchen. Inden slaget begyndte, rystede et massivt jordskælv jorden, hvilket kastede mænd på begge sider i panik. De første til at vågne fra frygten var romerne, da konsulen erklærede, at den seismiske begivenhed var et gunstigt omen for Rom, og at han efter slaget ville opføre et tempel i Tellure. Da den oprindelige frygt var overvundet, vendte roen tilbage selv blandt picenerne. Det efterfølgende sammenstød var så voldsomt, at få overlevede slaget, på hver side. Det negative resultat af slaget fik picenerne til at anmode om fred. For Rom var sejren over picenerne så vigtig, at Senatet ud over at give triumf til konsulerne besluttede at præge mindemønter af sølv for første gang.
Ancona bevarede statussen som civitas foederata eller allieret af Rom, og Asculum modtog samme status, men resten af Picenum blev annekteret og delvist romaniseret, idet deres byer først blev gjort til civitas sine suffragio (268 f.Kr.) og derefter civitas optimo iure (241 f.Kr.). Romerne oprettede to yderligere kolonier for at holde området: Ariminum i 268 f.Kr. og Firmum i 264 f.Kr. Imellem disse år blev en del af picenerne deporteret: indbyggerne i Ortona til Lago Fucino, nogle kolonier grundlagt i Marsica, Campania, idet de gav dem land ved Paestum og ved floden Silarus og bistod dem til at bygge en by, Picentia. De placerede også en garnison ved Salernum for at overvåge dem. Strabon sagde, at på hans tid (64 f.Kr. – ca. 24 e.Kr.) havde de afbefolket byen til fordel for landsbyer spredt omkring Salerno-regionen. På Ptolemæus' tid (2. århundrede e.Kr.) var en befolkning, som han kaldte Picentini, stadig ved Salernum og Surentum.